# André Groult
André Groult (París, 27 de agosto de 1884-París, 19 de agosto de 1966) fue un ebanista y diseñador francés, exponente del estilo art déco. 

## Biografía
Fue diseñador preferentemente de muebles y metalistería. Empezó a exponer sus obras en 1910 en el Salon d'Autumne y en el de Artistes Décorateurs. Su obra inicial estuvo influida por los estilos Restauración y Luis Felipe, como contraposición al modernismo. Eran obras caracterizadas por el uso de maderas claras, tapicería mullida y formas curvilíneas. Tras la Exposición de Artes Decorativas de 1925 se pasó al art déco.